# Mundialito féminin 1985
Navigation
Édition précédente Édition suivante
Le Mundialito féminin 1985 est la troisième édition du Mundialito féminin, une compétition de football féminin non homologuée. Le tournoi se déroule à Jesolo et Caorle en Italie du 18 au 25 août 1985.
Quatre équipes sont invitées à cette compétition. La victoire finale revient à l'Angleterre qui bat l'Italie 3-2 en finale.

## Résultats

### 1ertour
| Date       |            |            | Score |
| 18/08/1985 | Italie     | États-Unis | 1 - 0 |
| 19/08/1985 | Danemark   | Angleterre | 1 - 0 |
| 20/08/1985 | Italie     | Angleterre | 1 - 1 |
| 21/08/1985 | États-Unis | Danemark   | 2 - 2 |
| 22/08/1985 | Italie     | Danemark   | 2 - 1 |
| 23/08/1985 | Angleterre | États-Unis | 3 - 1 |

|   |            | Pts | J | G | N | P | Bp | Bc |
| 1 | Italie     | 5   | 3 | 2 | 1 | 0 | 4  | 2  |
| 2 | Angleterre | 3   | 3 | 1 | 1 | 1 | 4  | 3  |
| 3 | Danemark   | 3   | 3 | 1 | 1 | 1 | 4  | 4  |
| 4 | États-Unis | 1   | 3 | 0 | 1 | 2 | 3  | 6  |

### Match pour la3eplace
| Date       |          |            | Score |
| 24/08/1985 | Danemark | États-Unis | 1 - 0 |

### Finale
| Date       |            |        | Score |
| 25/08/1985 | Angleterre | Italie | 3 - 2 |